# 246 (число)
Вижте пояснителната страница за други значения на 246.
246 (двеста четиридесет и шест) е естествено, цяло число, следващо 245 и предхождащо 247.
Двеста четиридесет и шест с арабски цифри се записва „246“, а с римски – „CCXLVI“. Числото 246 е съставено от три цифри от позиционните бройни системи – 2 (две), 4 (четири), 6 (шест).

## Общи сведения
- 246 е четно число.
- 246-ият ден от невисокосна година е 3 септември.
- 246 е година от Новата ера.